# Machaerium punctatum
Machaerium punctatum är en ärtväxtart som beskrevs av Christiaan Hendrik Persoon. Machaerium punctatum ingår i släktet Machaerium och familjen ärtväxter. Inga underarter finns listade i Catalogue of Life.